# Jonas Meffert
Jonas Meffert (Keulen, 4 september 1994) is een Duits voetballer die doorgaans als verdedigende middenvelder speelt. In 2012 debuteerde hij in het betaald voetbal voor Bayer 04 Leverkusen in de Europa League. In juli 2021 verruilde hij Holstein Kiel voor Hamburger SV. 

## Clubcarrière

### Jeugd
Meffert begon met voetballen bij TV Hoffnungsthal. In 2005, op tienjarige leeftijd, maakte hij de overstap naar de jeugdopleiding van  Bayer Leverkusen. Daar doorliep hij alle jeugdelftallen in de onderbouw en werd in het seizoen 2009/10 toegevoegd aan de selectie van de onder 17. Op 18 augustus 2009 maakte hij zijn debuut in deze leeftijdscategorie in een wedstrijd tegen Bonner SC; hij viel in de 71e minuut in. Dat seizoen kwam hij echter slechts sporadisch in actie. In het daaropvolgende seizoen brak Meffert door in de onder-17 en groeide hij uit tot basisspeler. Aan het einde van dat seizoen speelde hij zijn eerste wedstrijden voor de onder-19. Zijn debuut daarin volgde op 8 mei 2011 tegen Borussia Dortmund, waarbij hij in de 84e minuut inviel. In het seizoen 2011/12 maakte Meffert definitief de overstap naar de onder-19. Na een reeks invalbeurten in de eerste seizoenshelft veroverde hij na de winterstop een basisplaats. In zijn tweede seizoen bij de onder 19 was hij bovendien regelmatig aanvoerder.

### Bayer Leverkusen
Op 17 november 2012 maakte Meffert zijn debuut in het seniorenvoetbal tijdens een wedstrijd van het tweede elftal van Bayer Leverkusen tegen VfB Hüls. In de met 2–3 gewonnen uitwedstrijd speelde hij de volledige wedstrijd. Een week later volgde zijn debuut in het eerste elftal in de Europa League, in een uitwedstrijd tegen het Oekraïense Metalist Charkov. Meffert viel na 65 minuten in voor Stefan Reinartz. Leverkusen verloor het duel met 2–0 na doelpunten van Jonathan Cristaldo en Cleiton Xavier. Het bleef bij dit ene optreden voor het eerste elftal; de rest van het seizoen kwam Meffert uitsluitend in actie voor het tweede elftal. In de zomer van 2014 maakte hij transfervrij de overstap naar Karlsruher SC, waar hij een contract voor drie seizoenen tekende.

### Karlsruher SC
Door een knieblessure maakte Meffert zijn debuut voor Karlsruher SC pas op 19 oktober 2014, in de tiende speelronde van de competitie. In de thuiswedstrijd tegen VfR Aalen werd hij in de 78e minuut ingebracht door trainer Markus Kauczinski. Een week later stond hij voor het eerst in de basis, in de uitwedstrijd tegen FC St. Pauli. Vanaf dat moment was hij de rest van het seizoen een vaste waarde in het elftal. Met Karlsruher SC eindigde Meffert het seizoen 2014/15 op de derde plaats in de 2. Bundesliga, waarmee de club zich plaatste voor de promotie-/degradatieplay-offs tegen Hamburger SV. De heenwedstrijd in Hamburg eindigde in een 1–1 gelijkspel, terwijl de return in Karlsruhe na verlenging met 1–2 werd verloren. Meffert speelde in beide wedstrijden mee. 
Meffert begon het seizoen 2015/16 als basisspeler bij Karlsruher SC en speelde de eerste zes competitiewedstrijden. Daarna moest hij enige tijd ontbreken vanwege een spierblessure. Op 30 november 2015 keerde hij terug in het elftal tijdens de thuiswedstrijd tegen RB Leipzig.  Vanaf dat moment miste hij geen wedstrijd meer en was hij de rest van het seizoen een vaste waarde. Op 16 april 2016, tijdens de dertigste speelronde, maakte Meffert zijn eerste doelpunt voor Karlsruher SC. In de met 2–1 gewonnen thuiswedstrijd tegen 1. FC Nürnberg scoorde hij in de 43e minuut de gelijkmaker.Aan het einde van het seizoen werd Meffert voor een bedrag van 600.000 euro teruggekocht door Bayer Leverkusen, dat bij zijn eerdere vertrek een terugkoopoptie had bedongen. Kort daarna werd hij voor circa 1,2 miljoen euro overgenomen door SC Freiburg.

### SC Freiburg
In de zomer van 2016 werd bekend dat Meffert de overstap zou maken naar SC Freiburg. Op 20 augustus 2016 maakte hij zijn debuut voor de club tijdens de eerste ronde van de DFB-Pokal tegen SV Babelsberg 03. In de met 0–4 gewonnen uitwedstrijd speelde hij 74 minuten, waarna hij werd vervangen door  Julian Schuster. Door ziekte en een blessure kwam Meffert voor de winterstop van het seizoen 2016/17 nauwelijks in actie. Omdat zijn perspectief op een basisplaats gering bleef, werd hij begin 2017 voor een half seizoen verhuurd aan Karlsruher SC, zijn voormalige club. Na zijn huurperiode keerde Meffert terug bij SC Freiburg met een voetblessure, waardoor hij langere tijd uitgeschakeld was. Op 10 december 2017 maakte hij zijn rentree bij het tweede elftal van SC Freiburg. In de met 2–0 gewonnen thuiswedstrijd tegen Waldhof Mannheim kwam hij in de 57e minuut als invaller in het veld. De rest van het seizoen bleef hij actief in het tweede elftal. Omdat zijn vooruitzichten op speelminuten in het eerste elftal beperkt bleven, besloot Meffert SC Freiburg te verlaten. In juli 2018 tekende hij een contract bij Holstein Kiel.

#### Verhuur aan Karlsruhe SC
Op 5 februari 2017 maakte Meffert zijn rentree voor Karlsruher SC in de uitwedstrijd tegen VfL Bochum. In het Vonovia Ruhrstadion werd hij in de 80e minuut ingebracht voor Erwin Hoffer door trainer Mirko Slomka. Kort daarna veroverde hij een vaste plaats in de basiself, totdat hij begin april een voetblessure opliep waardoor hij de rest van het seizoen 2016/17 moest missen. In de zomer van 2017 keerde hij geblesseerd terug naar SC Freiburg. 

### Holstein Kiel
Voor aanvang van het seizoen 2018/19 tekende Meffert een driejarig contract bij Holstein Kiel. Op 3 augustus 2018 maakte hij zijn debuut voor de club tijdens de openingswedstrijd van het seizoen tegen Hamburger SV. In de met 0–3 gewonnen uitwedstrijd begon hij in de basis en opende hij in de 56e minuut de score na een voorzet van  Lee Jae-sung. Meffert groeide direct uit tot basisspeler en kwam in zijn eerste seizoen tot 29 optredens in de competitie. Holstein Kiel eindigde dat seizoen op de zesde plaats in de 2. Bundesliga. In de zomer van 2019 verlengde Meffert zijn contract tot medio 2022. In het seizoen 2019/20 kreeg hij tweemaal een directe rode kaart. De eerste volgde op 3 september 2019 in de thuiswedstrijd tegen Karlsruher SC, waarin hij in de 87e minuut werd weggestuurd door scheidsrechter Sascha Stegemann. De tweede rode kaart ontving hij in de 17e speelronde, tijdens de thuiswedstrijd tegen VfL Osnabrück, na het beledigen van de scheidsrechter.
Het seizoen 2020/21 was Mefferts meest succesvolle bij Holstein Kiel. Hij speelde alle 34 competitiewedstrijden en hielp de ploeg naar een derde plaats in de 2. Bundesliga, waarmee deelname aan de promotie-/degradatieplay-offs werd afgedwongen. In de heenwedstrijd tegen 1. FC Köln ontbrak Meffert wegens een schorsing na het ontvangen van vijf gele kaarten. Deze wedstrijd werd in Keulen met 0–1 gewonnen dankzij een doelpunt van Simon Lorenz. In de return was Meffert weer beschikbaar, maar Holstein Kiel verloor met 1–5, waardoor promotie uitbleef en de club in de 2. Bundesliga bleef. De returnwedstrijd tegen 1. FC Köln was tevens Mefferts laatste optreden voor Holstein Kiel; hij maakte in de zomer van 2021 de overstap naar Hamburger SV.

### Hamburger SV
In juni 2021 tekende Meffert een driejarig contract bij Hamburger SV. Hij volgde daarmee trainer Tim Walter, die eveneens de overstap maakte van Holstein Kiel naar de club uit Hamburg. Op 23 juli 2021 maakte Meffert zijn debuut in de openingswedstrijd van het seizoen tegen Schalke 04 in Gelsenkirchen, waarin hij direct in de basis begon. Op 27 februari 2022, tijdens de 24e speelronde, maakte Meffert zijn eerste doelpunt voor Hamburger SV. In de met 2–3 verloren thuiswedstrijd tegen Werder Bremen scoorde hij in de 46e minuut de 1–1 na een voorzet van Robert Glatzel. Meffert was in zijn eerste seizoen een vaste waarde in het elftal en stond in 33 van de 34 competitiewedstrijden aan de aftrap. HSV eindigde het seizoen op de derde plaats, waarmee het zich plaatste voor de promotie-/degradatieplay-offs tegen  Hertha BSC. Meffert speelde beide duels de volledige 90 minuten. De heenwedstrijd in Berlijn werd met 0–1 gewonnen door een doelpunt van  Ludovit Reis, maar in de return verloor HSV in eigen stadion met 0–2, waardoor promotie uitbleef.
In het seizoen 2022/23 speelde Meffert opnieuw vrijwel alle competitiewedstrijden voor Hamburger SV. Op 23 oktober 2022 droeg hij voor het eerst de aanvoerdersband, als vervanger van de geschorste Sebastian Schonlau, tijdens de met 2–3 verloren thuiswedstrijd tegen 1. FC Magdeburg. Net als het seizoen ervoor eindigde HSV op de derde plaats, wat opnieuw deelname aan de promotie-/degradatieplay-offs betekende. In de dubbele confrontatie met VfB Stuttgart kwam Meffert beide keren in actie. De heenwedstrijd in de MHPArena werd met 3–0 verloren, en in Hamburg volgde een 1–3 nederlaag, waardoor promotie opnieuw werd misgelopen. In de zomer van 2023 verlengde Meffert zijn contract bij HSV tot medio 2025. Op 21 oktober 2023 maakte hij zijn tweede doelpunt voor de club, na een periode van twintig maanden zonder treffer, in de met 2–0 gewonnen thuiswedstrijd tegen Greuther Fürth. Later dat seizoen, op 3 maart 2024, speelde hij zijn honderdste officiële wedstrijd voor Hamburger SV. Meffert sloot het seizoen 2023/24 af met een vierde plaats in de competitie, waarmee de club voor het derde jaar op rij promotie naar de Bundesliga misliep.
Voor aanvang van het seizoen 2024/25 was er vanuit het Engelse Hull City, waar voormalig HSV-trainer Tim Walter inmiddels werkzaam was, serieuze belangstelling voor Meffert. De middenvelder besloot echter in Hamburg te blijven. Kort daarna verlengde hij vroegtijdig zijn contract met een jaar, tot medio 2026. Net als in voorgaande seizoenen was Meffert een vaste waarde en stond hij vanaf de seizoensstart in de basis. Begin december liep hij tijdens een training een armblessure op, waardoor hij drie competitiewedstrijden moest missen. Na zijn herstel keerde hij direct terug in de basis, ook nadat trainer Steffen Baumgart werd ontslagen en werd opgevolgd door interim-trainer Merlin Polzin. Onder diens leiding bleef Meffert een van de steunpilaren van het elftal. Tijdens een ingelast trainingskamp op Mallorca brak hij zijn neus, waardoor hij de uitwedstrijd tegen 1. FC Nürnberg  moest missen. In totaal kwam hij in 28 wedstrijden als basisspeler in actie en had hij een belangrijk aandeel in het seizoen waarin HSV als tweede eindigde en na 2.555 dagen terugkeerde naar de Bundesliga.

## Clubstatistieken
| Seizoen                    | Club             | Competitie    | Competitie | Competitie | Beker | Beker | Internationaal | Internationaal | Totaal | Totaal |
| Seizoen                    | Club             | Competitie    | Wed.       | Dlp.       | Wed.  | Dlp.  | Wed.           | Dlp.           | Wed.   | Dlp.   |
| -------------------------- | ---------------- | ------------- | ---------- | ---------- | ----- | ----- | -------------- | -------------- | ------ | ------ |
| 2012/13                    | Bayer Leverkusen | Bundesliga    | 0          | 0          | 0     | 0     | 1              | 0              | 1      | 0      |
| 2013/14                    | Bayer Leverkusen | Bundesliga    | 0          | 0          | 0     | 0     | 0              | 0              | 0      | 0      |
| 2014/15                    | Karlsruher SC    | 2. Bundesliga | 25         | 0          | 3     | 0     | —              | —              | 28     | 0      |
| 2015/16                    | Karlsruher SC    | 2. Bundesliga | 24         | 1          | 1     | 0     | —              | —              | 25     | 1      |
| 2016/17                    | SC Freiburg      | Bundesliga    | 1          | 0          | 2     | 0     | —              | —              | 3      | 0      |
| 2016/17                    | → Karlsruher SC  | 2. Bundesliga | 9          | 1          | 0     | 0     | —              | —              | 9      | 1      |
| 2017/18                    | SC Freiburg      | Bundesliga    | 0          | 0          | 0     | 0     | —              | —              | 0      | 0      |
| 2018/19                    | Holstein Kiel    | 2. Bundesliga | 27         | 3          | 3     | 0     | —              | —              | 30     | 3      |
| 2019/20                    | Holstein Kiel    | 2. Bundesliga | 26         | 2          | 0     | 0     | —              | —              | 26     | 2      |
| 2020/21                    | Holstein Kiel    | 2. Bundesliga | 34         | 0          | 5     | 0     | —              | —              | 39     | 0      |
| 2021/22                    | Hamburger SV     | 2. Bundesliga | 33         | 1          | 4     | 0     | —              | —              | 37     | 1      |
| 2022/23                    | Hamburger SV     | 2. Bundesliga | 32         | 0          | 2     | 0     | —              | —              | 34     | 0      |
| 2023/24                    | Hamburger SV     | 2. Bundesliga | 32         | 2          | 1     | 0     | —              | —              | 33     | 2      |
| 2024/25                    | Hamburger SV     | 2. Bundesliga | 29         | 0          | 2     | 1     | —              | —              | 31     | 1      |
| Totaal                     | Totaal           | Totaal        | 272        | 10         | 23    | 1     | 1              | 0              | 296    | 11     |
| Bijgewerkt tot 1 juni 2026 |                  |               |            |            |       |       |                |                |        |        |

## Interlandloopbaan
Meffert kwam uit voor meerdere Duitse nationale jeugdelftallen, maar nam niet deel aan een eindtoernooi. In totaal speelde hij tien interlands in jeugdselecties van Duitsland. Tijdens deze wedstrijden deelde hij het veld met onder anderen Emre Can, Marvin Ducksch, Mitchell Weiser en Maximilian Arnold.  

### Duitse jeugdelftallen
Op 17 september 2010 maakte Meffert zijn debuut voor Duitsland –17, toen bondscoach Steffen Freund  hem liet starten in een oefeninterland tegen Israël.. Hij speelde de volledige wedstrijd. Na een onderbreking van bijna twee jaar werd hij door bondscoach Christian Ziege  geselecteerd voor Duitsland –19, waarmee hij deelnam aan drie kwalificatiewedstrijden voor het Europees kampioenschap in Litouwen. Op 5 juni 2013 stond hij in Noorwegen in de basis tijdens het duel tegen Cyprus. Ook in de twee daaropvolgende wedstrijden kwam hij in actie. Zijn tiende en laatste jeugdinterland speelde hij tegen Nederland , een wedstrijd die met 0–1 werd verloren.  
| Jeugdinterlands van Jonas Meffert voor Duitsland () | Jeugdinterlands van Jonas Meffert voor Duitsland () | Jeugdinterlands van Jonas Meffert voor Duitsland () | Jeugdinterlands van Jonas Meffert voor Duitsland () | Jeugdinterlands van Jonas Meffert voor Duitsland () | Jeugdinterlands van Jonas Meffert voor Duitsland () |
| №                                                   | Datum                                               | Wedstrijd                                           | Uitslag                                             | Soort Wedstrijd                                     | Doelpunten                                          |
| Als speler bij Duitsland –17                        | Als speler bij Duitsland –17                        | Als speler bij Duitsland –17                        | Als speler bij Duitsland –17                        | Als speler bij Duitsland –17                        | Als speler bij Duitsland –17                        |
| --------------------------------------------------- | --------------------------------------------------- | --------------------------------------------------- | --------------------------------------------------- | --------------------------------------------------- | --------------------------------------------------- |
| 1.                                                  | 17 september 2010                                   | Duitsland – Israël                                  | 2 – 0                                               | Vriendschappelijk                                   |                                                     |
| 2.                                                  | 10 november 2010                                    | Egypte – Duitsland                                  | 1 – 2                                               | Vriendschappelijk                                   |                                                     |
| 3.                                                  | 13 april 2011                                       | Egypte – Duitsland                                  | 1 – 0                                               | Vriendschappelijk                                   |                                                     |
| Als speler bij Duitsland –19                        |                                                     |                                                     |                                                     |                                                     |                                                     |
| 1.                                                  | 6 februari 2013                                     | Italië – Duitsland                                  | 1 – 0                                               | Vriendschappelijk                                   |                                                     |
| 2.                                                  | 20 maart 2013                                       | Duitsland – Spanje                                  | 1 – 0                                               | Vriendschappelijk                                   |                                                     |
| 3.                                                  | 25 maart 2013                                       | Duitsland – Oekraïne                                | 2 – 0                                               | Vriendschappelijk                                   |                                                     |
| 4.                                                  | 30 mei 2013                                         | Denemarken – Duitsland                              | 4 – 1                                               | Vriendschappelijk                                   |                                                     |
| 5.                                                  | 5 juni 2013                                         | Duitsland – Cyprus                                  | 3 – 1                                               | EK-kwalificatie                                     |                                                     |
| 6.                                                  | 7 juni 2013                                         | Noorwegen – Duitsland                               | 3 – 1                                               | EK-kwalificatie                                     |                                                     |
| 7.                                                  | 10 juni 2013                                        | Duitsland – Nederland                               | 0 – 1                                               | EK-kwalificatie                                     |                                                     |
| Bijgewerkt tot 17 januari 2024                      |                                                     |                                                     |                                                     |                                                     |                                                     |

## Persoonlijk
Meffert heeft twee zussen, die een tweeling vormen. Hij is goed bevriend met Tim Handwerker, met wie hij samen in de jeugdopleiding speelde.